# Eleonora Bergman
Eleonora Bergman (* 22. Oktober 1947 in Łódź) ist eine polnische Architekturhistorikerin. In den Jahren 2007–2011 war sie Direktorin des Jüdischen Historischen Instituts (pol. Żydowski Instytut Historyczny) in Warschau.

## Leben
Bergman wurde in einer jüdischen Familie als Tochter von Stefan Bergman (1904–2000) und Aleksandra geb. Kuczkowska (1906–2005) geboren. Ihre Schwester Zofia Bergman-Zarębska (1934–2013) war Biologin und Dozentin im Institut für Biochemie und Biophysik der Polnischen Akademie der Wissenschaften (pol. Polska Akademia Nauk, PAN).
Eleonora Bergman absolvierte das Studium an der Fakultät für Architektur der Technischen Universität Warschau. Nach dem Studium arbeitete sie im Institut für Architekturplanung (Instytut Urbanistyki Architektury) und später in den Werkstätten für Denkmalpflege (Pracownie Konserwacji Zabytków). Sie arbeitete mit dem Institut für Kunst der Polnischen Akademie der Wissenschaften zusammen und führte Messungen von Baudenkmälern in vielen Regionen Polens durch. Sie ist Autorin und Co-Autorin der zahlreichen historischen und städtebaulicher Studien zur Stadtentwicklungsplänen, vor allem in Masowien (Mazowsze) und Schlesien (Śląsk). 
Ab Mitte der 1980er Jahre beschäftigt sie sich mit den Denkmäler der jüdischen Kultur und ihrer Geschichte und Dokumentation. 1997 erwarb Bergman im Institut für Kunstgeschichte der Universität Warschau den Doktorgrad der Geisteswissenschaften im Fach Geschichte für ihre Dissertation Orient in der Architektur der Synagogen in den polnischen Gebieten im 19. und frühen 20. Jahrhundert. Eleonora Bergman war Stipendiatin der Internationalen Studienzentrale für die Erhaltung und Restaurierung von Kulturgut in Rom und zweimal der Memorial Foundation for Jewish Culture in New York. Seit 1991 arbeitet sie im Jüdischen Historischen Institut. Sie ist Co-Initiatorin des Projektes zur Errichtung der Denkmäler an das Warschauer Ghetto.
Ab 1. November 2009 ist sie Mitglied des Rats zur Bewahrung des Gedenkens an Kampf und Martyrium („Gedenkstättenrat“; Rada Ochrony Pamięci Walk i Męczeństwa) und Ratsmitglied der Stiftung Auschwitz-Birkenau (Fundacja Auschwitz-Birkenau).
Am 25. Oktober 2012 wurde Bergman mit dem Ritterkreuz der Ehrenlegion ausgezeichnet.

## Publikationen
- „Nie masz bóżnicy powszechnej“ Synagogi i domy modlitwy w Warszawie od końca XVIII do początku XXI wieku (Verlag DiG, 2007)
- Nurt mauretański w architekturze synagog Europy Środkowo-Wschodniej w XIX i na początku XX wieku (Verlag Neriton, 2004)
- Survey of historic Jewish monuments in Poland: report to the United Stated Commission for the prese, zusammen mit Jan Jagielski und Phyllis Myers (World Monuments Fund, 1995)
- Zachowane synagogi i domy modlitwy w Polsce: katalog, zusammen mit Jan Jagielski (das Jüdische Historische Institut, 1996)